# Œ̌
Cette page contient des caractères spéciaux ou non latins. S’ils s’affichent mal (▯, ?, etc.), consultez la page d’aide Unicode.
Œ̌ (minuscule : œ̌), appelé E dans l’O caron ou E dans l’O antiflexe, est un graphème utilisé dans l’écriture du koonzime comme variante de la lettre « Œ ». Il s’agit de la lettre Œ diacritée d’un caron.

## Utilisation
En koonzime, le ‹ œ̌ › représente le même son que le ‹ œ › et l’accent circonflexe indique le ton tombant.

## Représentations informatiques
Le E dans l’O caron peut être représenté avec les caractères Unicode suivants :
- décomposé (latin étendu A, diacritiques)[1],[2] :

| formes    | représentations | chaînes de caractères | points de code | descriptions                                        |
| --------- | --------------- | --------------------- | -------------- | --------------------------------------------------- |
| capitale  | Œ̌               | Œ◌̌                    | U+0152 U+030C  | digramme soudé majuscule latin oe diacritique caron |
| minuscule | œ̌               | œ◌̌                    | U+0153 U+030C  | digramme soudé minuscule latin oe diacritique caron |